# Forlegenhed
Forlegenhed er en følelse, hvor man føler sig utilpas, grundet følelsen, af at man befinder sig i en pinlig situation. Sædvanligvis er tab af ære eller værdighed involveret. Forlegenhed minder om skam, hvor forlegenhed dog betegner situationer, hvor det pinlige kendes af andre end kun en selv, som er tilfældet med skam.